# T-64
T-64 è un carro armato sovietico di prima linea, schierato a partire dalla fine degli anni sessanta, è stato probabilmente il più moderno carro russo fino all'introduzione del suo diretto successore il T-80. Era armato con un cannone a canna liscia da 115 mm nella prima versione, in seguito sostituito da uno da 125 mm e aveva un peso compreso tra le 38 e le 40 tonnellate.

## T-64

### Sviluppo e caratteristiche
In un certo qual modo, si può far risalire la genesi tecnica del carro all'inizio degli anni cinquanta. Il progettista sovietico A. Morozov formò un team di tre esperti, provenienti dalla fabbrica di Charkiv, che, sostanzialmente, fondarono l'ufficio di progettazione che poi avrebbe preso il suo nome.
Il team iniziò a lavorare su un progetto denominato Object 430, che era destinato a rivoluzionare i paradigmi progettuali dei carri sovietici.
Vennero prodotti tre prototipi, testati a Kubinka nel 1958, che si caratterizzavano per un motore piccolo e compatto, ma di grande potenza, e per un treno di rotolamento tipo caterpillar, con ruote metalliche di piccolo diametro.
I progettisti ritennero il mezzo interessante ma immaturo per la produzione, poiché non aveva nessun reale vantaggio sul T-54/55.
Venne conseguentemente sviluppato un nuovo progetto, l'Object 432, dotato del nuovo cannone D-68 da 115 mm a canna liscia.
Per la prima volta, si decise di sostituire totalmente il quarto membro dell'equipaggio con un caricatore elettro-idraulico.
La soluzione consentì di risparmiare una considerevole porzione di spazio.
Il carro armato, così modificato, era più leggero (30,5 tonnellate contro 35) e più basso di circa 7,5 cm rispetto al precedente prototipo.
La contemporanea comparsa del cannone inglese L7 a canna rigata da 105 mm, in grado di perforare a 1500 m la piastra frontale di pressoché tutti i carri sovietici allora in servizio, portò anche a una sostanziale rivisitazione della protezione corazzata.
Venne adottata una corazza stratificata, designata in occidente "combinazione K", consistente in uno strato di lega d'alluminio tra due piastre di acciaio.
Il peso del mezzo tornò così alle 34 tonnellate originarie, ma grazie al motore 5TDF da 700 cv, la mobilità rimase eccellente.
Il veicolo superò i collaudi nel settembre 1962 ed entrò in produzione nell'ottobre del 1963 nello stabilimento di Kharkov.
Entrò in servizio il 30 dicembre 1966 con la designazione ufficiale di T-64.

## T-64A

### Sviluppo e caratteristiche
Lo sviluppo di una versione migliorata iniziò praticamente già dalla messa in produzione del T-64. 
I principali miglioramenti riguardarono armamento e protezione.
Il cannone da 115 mm fu sostituito col 2A46 da 125 mm prodotto nelle Officine Motovilicha a Perm', nella Fabbrica N° 9 a Ekaterinburg e nella NMZ a Nižnij Novgorod. Conseguentemente, venne adottato un caricatore automatico pneumatico con 28 colpi di pronto impiego (del tipo a proietto e carica separati) ed uno stabilizzatore 2E23 accoppiato al nuovo mirino TPD-2-1.
La corazzatura fu aggiornata sostituendo uno strato di fibra di vetro allo strato di lega d'alluminio.
I lati del carro furono protetti da pannelli d'acciaio montati su molle, simili a quelli originariamente previsti per il T-72, in grado, in teoria, di ruotare su un punto di pivot centrale per angolarsi rispetto alle fiancate del carro, offrendo una buona protezione contro i missili anticarro.
Questa struttura si rivelò comunque fragile, e venne rapidamente sostituita.
Il mezzo era inoltre dotato di sistema NBC.
Nel 1976 il progetto venne aggiornato, sostituendo il cannone originale col 2A46M1.
Di conseguenza, venne aggiornato anche il sistema di stabilizzazione e gli apparati di puntamento.
Il motore venne a sua volta aggiornato con modifica per renderlo policarburante (in precedenza funzionava esclusivamente con carburante diesel).
Nel 1981 il T-64A venne sottoposto a un ulteriore programma di aggiornamento, con l'aggiunta di otto lanciafumogeni da 81 mm, un telemetro laser più moderno e gonne laterali in gomma e acciaio. Tra il 1977 e il 1981 pressoché tutti i T-64 in servizio furono portati allo standard "A" (designati T-64R).
Nel 1985 venne nuovamente aggiornato il telemetro e aggiunti su alcuni mezzi i blocchi di corazzatura reattiva, in una disposizione simile a quella del T-64BV.
Di questa versione ne è stata realizzata anche una variante comando (T-64AK) dotata di antenna radio di 10 m di altezza.

## T-64B e T-64BV

### Sviluppo e caratteristiche
Il T-64B è il frutto di un processo di modernizzazione svolto, in tempi successivi, su tre prototipi differenti.
In particolare, il suo motore deriva dagli studi compiuti sull'object 432 e 439 negli anni sessanta, ulteriormente sviluppato negli anni settanta sull'object 476 che servì anche da modello motoristico per il T-80, e dal nuovo sistema di controllo di tiro con telemetro laser e cannone/missile sperimentato sull'object 447.
Alla fine quest'ultimo, con una corazza ulteriormente migliorata e il motore dal 1000 cv turbodiesel venne messo in produzione con la designazione di T-64B il 3 settembre 1976.
Analogamente a quanto fatto per il T-72, per ragioni di costo anche di questo mezzo venne prodotta una versione non in grado di sparare missili, denominata T-64B1, ed esteriormente indistinguibile dal T-64B.
Alla fine, la versione B1 fu la più prodotta, in un rapporto di circa 2 a 1 rispetto alla B con capacità lanciamissili (La composizione del plotone MBT tipo russo, in effetti, è di un carro lanciamissili e due standard).
Entrambe le versioni, ad ogni modo, potevano annoverare il cannone 2A46M, il caricatore pneumatico 6EZ40, e il sistema di tiro 1A33 con computer balistico, telemetro laser e sensore anemometrico. 
Il T-64B poteva lanciare il (nuovo per l'epoca) 9K122 Kobra (Nome in codice NATO AT-8 Songster), in teoria in grado di perforare la corazza frontale di tutti i carri dell'epoca a 4000 m.
La dotazione normale era di 28 colpi di cui 8 missili nel caricatore, più altri 12 stivati nello scafo e in torretta. La versione B1 disponeva di 37 colpi in totale, ma caricava 2000 colpi per la mitragliatrice coassiale da 7,62mm contro i 1250 del T-64B.
Entrambi i carri erano inoltre dotati di mitragliatrice pesante sulla cupola del capocarro da 12,7mm, azionabile anche dall'interno della torretta.
Nel 1981 i carri T-64B furono modernizzati tramite l'adozione del cannone 2A46M1, di un nuovo stabilizzatore e dei nuovi lanciagranate nebbiogeni 902A Tutscha-1 in due gruppi di quattro.
Il passo successivo fu l'adozione della ERA Kontakt-1 a copertura della parte frontale e laterale della torretta e sulla piastra frontale dello scafo, misura che aumentò in modo significativo la capacità di sopravvivenza contro i missili anticarro.
La versione con corazza reattiva venne denominata T-64BV.

## T-64BM
T-64BM "Bulat" è un carro armato prodotto in Ucraina dal 2005 ed è la versione modificata del T-64 .

## Impiego operativo
Concepito (almeno originariamente) come mezzo per i reparti corazzati d'élite in un eventuale conflitto con la NATO, il T-64 in realtà non ha avuto estesi impieghi operativi nella sua carriera. Questo carro non è mai stato esportato, ed anche per questo, non ha avuto molte possibilità di prendere parte a molti conflitti, al contrario di altri MBT sovietici come il T-72 o il T-55. La stessa Armata Rossa decise di non utilizzarlo nella sanguinosa guerra in Afghanistan preferendo i T-62 ed i T-72. Il T-64 nelle file dell'esercito russo è stato limitatamente utilizzato sul campo negli scontri con i ribelli ceceni. È impiegato dal 2014 nella guerra dell'Ucraina orientale.